# Schistidium leptoneurum
Schistidium leptoneurum là một loài Rêu trong họ Grimmiaceae. Loài này được Ochyra mô tả khoa học đầu tiên năm 2004.